# Terchová
Terchová (ungarisch Terhely – bis 1902 Tyerhova) ist eine Gemeinde mit 3939 Einwohnern (Stand 31. Dezember 2024) im Nordwesten der Slowakei in der Nähe der Bezirkshauptstadt Žilina.

## Geographie

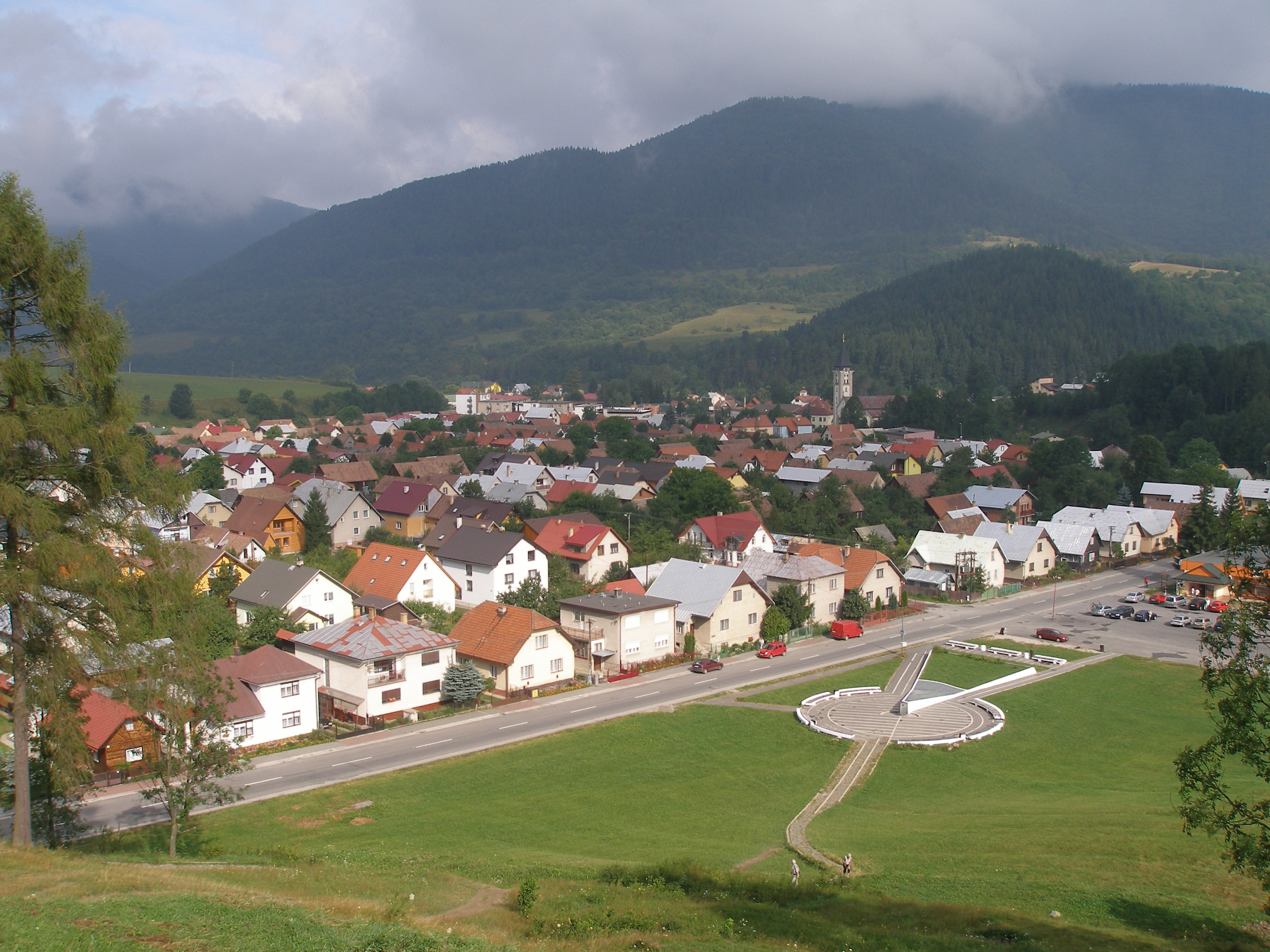
Blick auf den Ortskern

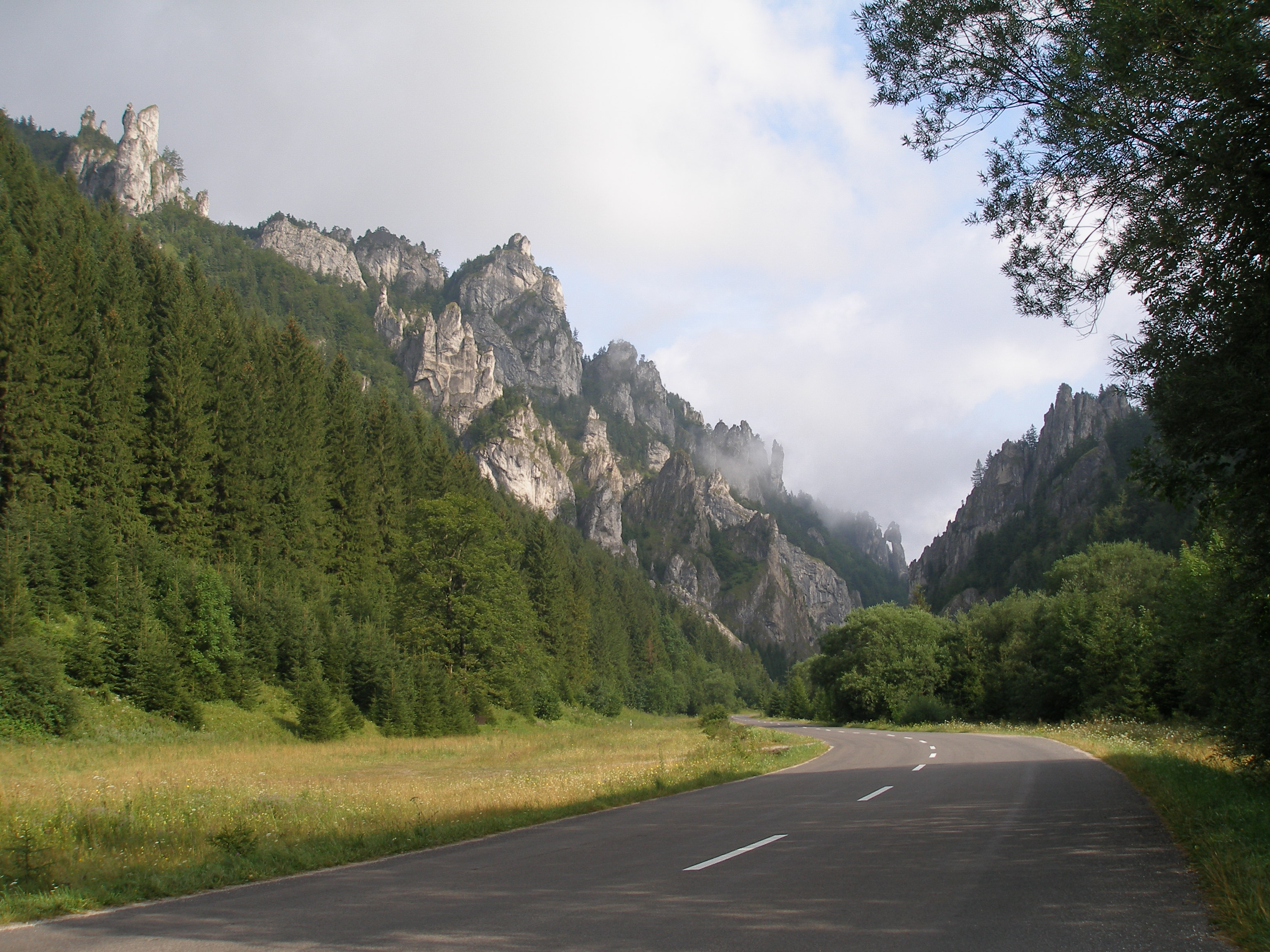
Eingang in das Vrátna-Tal durch den Engpass Tiesňavy

Die Gemeinde erstreckt sich in der sogenannten Furche von Terchová (slowakisch Terchovská brázda), die zum Talkessel Žilinská kotlina (deutsch etwa Silleiner Kessel) gehört. Nördlich der Furche befindet sich das Bergland Kysucká vrchovina, während sich südlich die Krivánska Fatra erhebt, ein Teilgebirge der Kleinen Fatra. In Terchová knickt das vom Vrátna-Tal (slowakisch Vrátna dolina) kommende Flüsschen Varínka Richtung Westen und nimmt vom Norden und Osten fließende Bäche auf. Nicht zuletzt wegen dieser Lage gehört Terchová zu den bedeutenden Touristenorten der Kleinen Fatra. Bedeutende Berge der Kleinen Fatra wie der Veľký Rozsutec (1610 m n.m.) und der Veľký Kriváň (1709 m n.m.) liegen im Gemeindegebiet. Das Gemeindezentrum liegt auf einer Höhe von 514 m n.m. und ist 25 Kilometer östlich von Žilina gelegen. Die Entfernung in die Hauptstadt Bratislava beträgt 225 Kilometer (Straßenentfernung).
Neben dem eigentlichen Ort Terchová und dem 1991 eingemeindeten Ort Horná Tižina besteht die Gemeinde aus zahlreichen Kleinsiedlungen/Weiler (slowakisch Mz. kopanice) in ähnlicher Form wie in der naheliegenden Region Kysuce. Nach Angaben der Gemeinde gibt es insgesamt 68 Siedlungen im Gemeindegebiet, bekanntere davon sind Jánošikovci nordöstlich des Hauptortes und das touristisch geprägte Štefanová im Vrátna-Tal.
Nachbargemeinden von Terchová sind Nová Bystrica im Norden, Zázrivá im Osten, Párnica im Südosten, Šútovo und Turany im Süden, Belá im Westen und Lutiše im Nordwesten.

## Geschichte

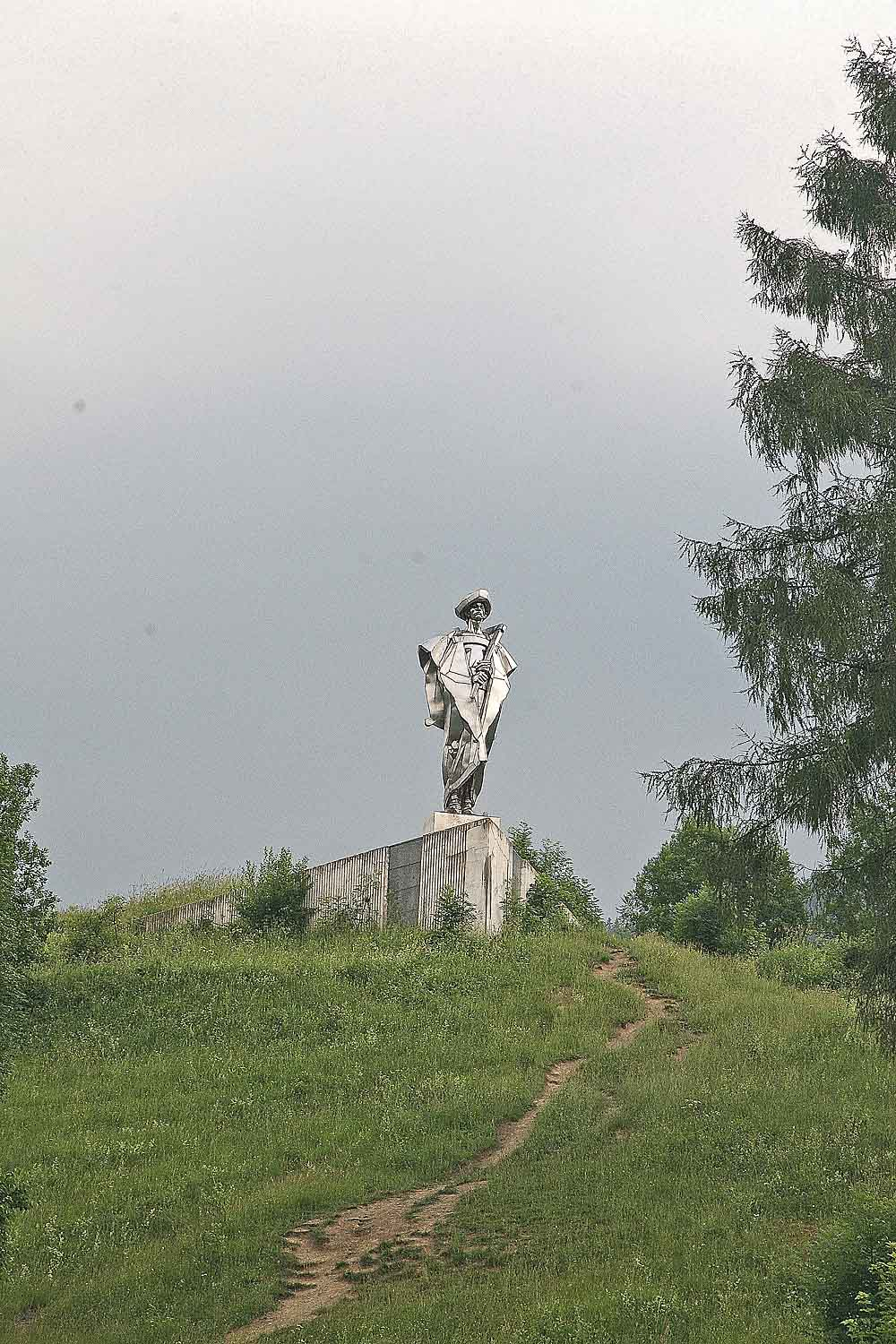
Jánošík-Denkmal

Aus der Ur- und Frühzeit stammen zwei Funde: eine 2010 entdeckte Bronzeaxt, datiert auf die Zeit von 1500 v. Chr. (Lausitzer Kultur), und eine eiserne Speerspitze aus der Zeit der Puchauer Kultur.
Die erste schriftliche Erwähnung findet sich auf den 22. April 1580 datiert und ist mit der Kolonisierung des Gebietes nach walachischem Recht verwandt. Eine Urkunde aus dem Jahr 1598 verzeichnet den Ortsnamen als Králowa alias Tyerchowa; im selben Jahr standen 19 Häuser und eine Mühle im Ort. Zuerst gehörte die Gemeinde zum Herrschaftsgebiet von Gbeľany und Strečno, im Laufe des 17. Jahrhunderts kam sie in die Hände des Guts von Teplička. Mit diesem Besitzwechsel kamen auch neue Siedler, die sich vorher als Walachen in den Bergen von Teschen und Kysuce im 16. Jahrhundert niederließen.
Bis 1731 besaß Terchová weder eine Pfarrei noch eine Kirche; die nächste Kirche war im 15 Kilometer entfernten Varín. Im selben Jahr wurde eine Kirche errichtet und dem Patrozinium des hl. Martin von Tours gewidmet. 1784 hatte die Gemeinde 381 Familien und 2.164 Einwohner, 1828 zählte man 425 Häuser und 3.427 Einwohner, die als Hirten, Steinbruch- und Waldarbeiter beschäftigt waren. Im 19. Jahrhundert standen in Terchová zehn Mühlen und ein Papierwerk. In derselben Zeit wanderten viele Einwohner wegen wenig fruchtbarer Böden und Pestepidemien aus.
Bis 1918 gehörte der im Komitat Trentschin liegende Ort zum Königreich Ungarn und kam danach zur Tschechoslowakei beziehungsweise heute Slowakei. In den Schlusstagen des Zweiten Weltkriegs, am 7. und 8. April 1945 wurde Terchová von den zurückziehenden deutschen Truppen in Brand gesetzt, dem 170 Häuser zum Opfer fielen. Im Rahmen eines Zweijahresplans wurde der Ort bis 1947 wieder aufgebaut, zugleich verließen 96 Familien Terchová Richtung Südslowakei. Bis 1945 arbeitete eine Ziegelei, bis 1967 ein Steinbruch im Ort.

## Bevölkerung
| Jahr                | 1994 | 2004    | 2014    | 2024    |
| ------------------- | ---- | ------- | ------- | ------- |
| Anzahl der Personen | 4056 | 4073    | 4038    | 3939    |
| Unterschied         |      | +0,41 % | −0,85 % | −2,45 % |

| Jahr                | 2023 | 2024    |
| ------------------- | ---- | ------- |
| Anzahl der Personen | 3955 | 3939    |
| Unterschied         |      | −0,40 % |

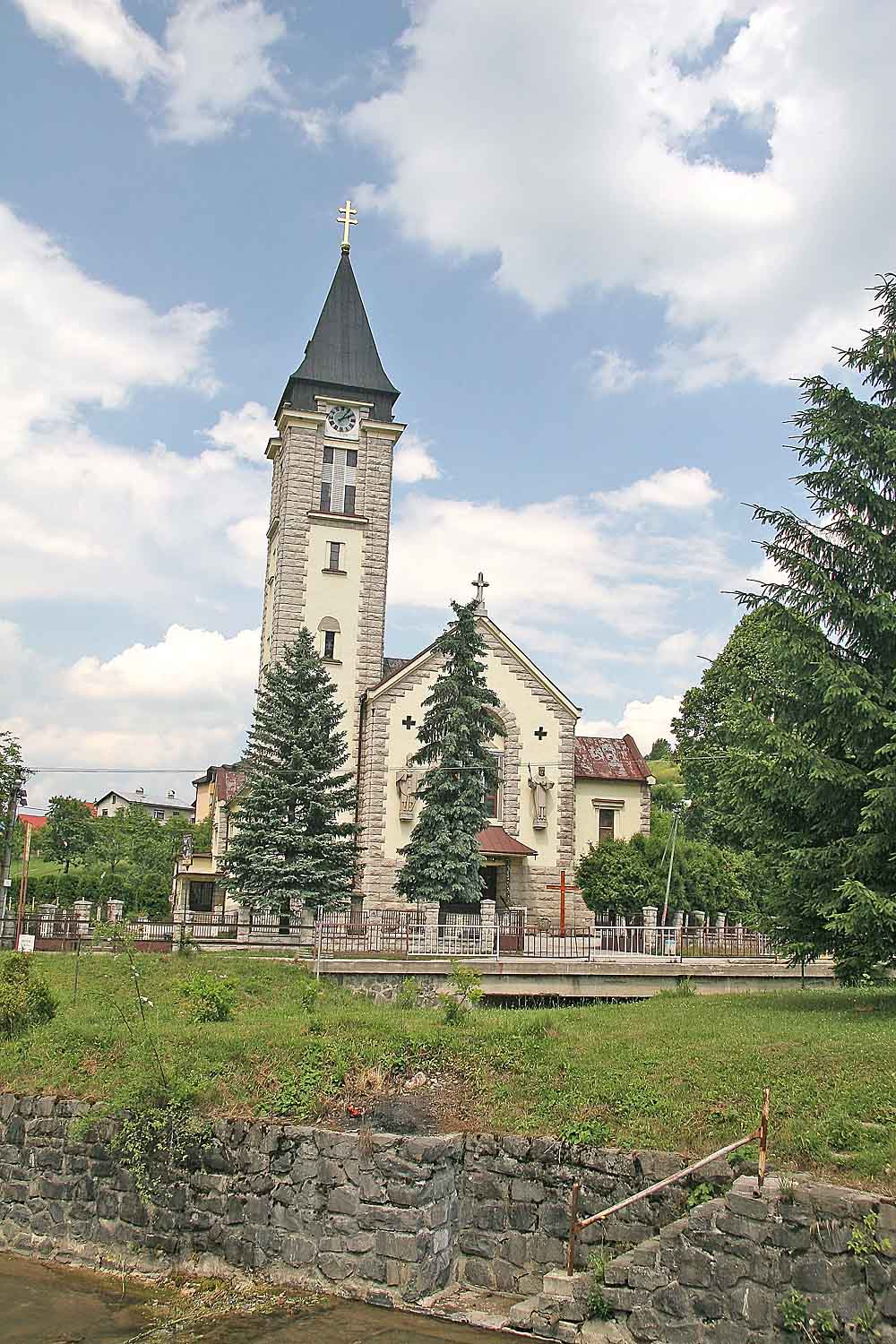
Kyrill-und-Method-Kirche

Gemäß der Volkszählung 2011 wohnten in Terchová 4021 Einwohner, davon 3969 Slowaken, 13 Tschechen, drei Magyaren sowie jeweils ein Deutscher, Kroate, Mährer, Rom, Russine und Ukrainer. Vier Einwohner gaben eine andere Ethnie an und 26 Einwohner machten keine Angabe zur Ethnie.
3830 Einwohner bekannten sich zur römisch-katholischen Kirche, neun Einwohner zur griechisch-katholischen Kirche, jeweils sieben Einwohner zur altkatholischen Kirche und zur Evangelischen Kirche A. B., vier Einwohner zur Pfingstbewegung, drei Einwohner zur orthodoxen Kirche sowie jeweils ein Einwohner zu den Zeugen Jehovas, zur evangelisch-methodistischen Kirche und zur reformierten Kirche; 10 Einwohner bekannten sich zu einer anderen Konfession. 55 Einwohner waren konfessionslos und bei 78 Einwohnern ist die Konfession nicht ermittelt.

## Politik

### Wappen
Blasonierung: „In Grün ein hersehender silberner Mann in ebensolcher weitärmligen Kleidung mit Hut und Zöpfen im Sprung, die Füße gekreuzt, mit goldenen Stiefeln und ebensolchem Miedergürtel, über dem Kopf beidhändig eine goldene Axt haltend.“
Wappenerklärung: Der tanzende Mann im Wappen in lokaler Schäferkleidung, zu der auch die Axt gehört, stellt den slowakischen Nationalhelden, Freiheitskämpfer und Räuberhauptmann Juraj Jánošík dar, der in Terchová geboren wurde und aufwuchs.

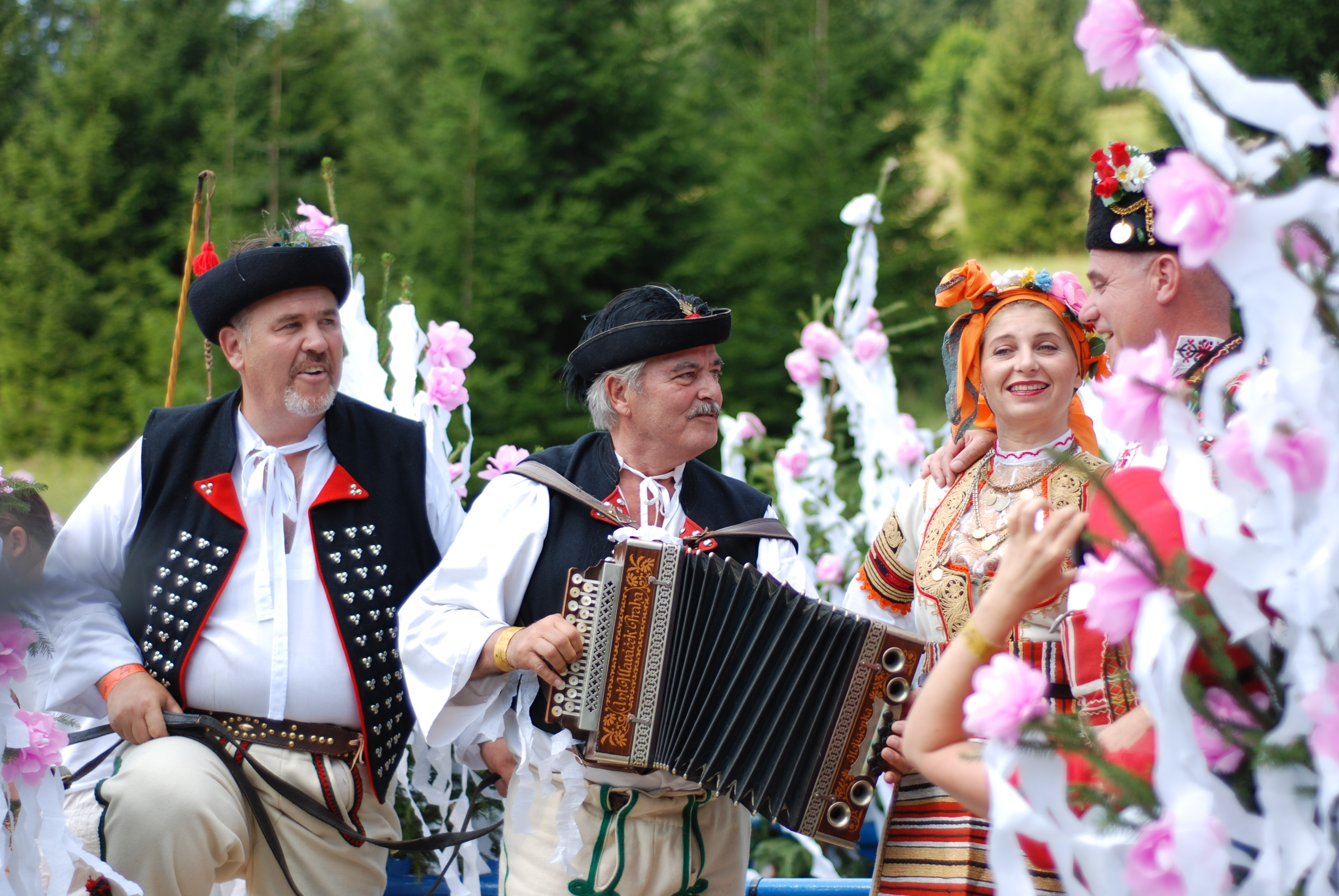
Szene aus dem Folklorefestival Jánošíkove dni (2009)

## Denkmäler und Kultur
Im Ortszentrum von Terchová steht die römisch-katholische Kyrill-und-Method-Kirche aus dem Jahr 1949, die die zu dieser Zeit baufällige Martinskirche ersetzte. Im Inneren der Kirche findet man eine hölzerne Weihnachtskrippe. Auf einer kleinen Anhöhe oberhalb von Terchová steht seit 1988 (anlässlich des 300. Geburtstages) eine überlebensgroße (7,5 Meter) Edelstahlstatue als Denkmal an Juraj Jánošik, ein Werk des Bildhauers Ján Kulich. Es gibt zudem ein Juraj-Jánošík-Museum in dessen Geburtshaus im Ort.

### Volkskultur und Folklore
Überdies ist Terchová bekannt als Zentrum der slowakischen Volkskulturtradition und Folklore. Seit 1962 findet jedes Jahr im Juli und August das Folklorefestival Jánošíkove dni (wörtlich Jánošíks Tage) statt, wo Volkskultur, -sitten und -handwerke präsentiert werden. Des Weiteren ist Terchová Austragungsort des liturgischen Festivals Cyrilskometodské dni (wörtlich Kyrill-und-Method-Tage) sowie der auf Country-Musik orientierten Veranstaltung Country Fest Rozmarín und der Rockmusik-Veranstaltung Terchovský Budzogáň.

### Musik von Terchová
Ein bedeutender Bestandteil der Volkskultur ist die Musik von Terchová (slowakisch Terchovská muzika). Mündliche Überlieferung durch Generationen ergab sowohl Vokal- als auch Instrumentalmusikformen. Das Streichensemble besteht aus drei bis fünf Mitgliedern, die auf Geigen, Kontrabass, einem zweisaitigen Bass oder Akkordeon spielen, oft durch mehrstimmigen Gesang und Volkstänze begleitet. Auch Solospiel durch Hirten auf der Fujara (Schnabelflöte) zählt zu traditionellen Formen und hat einen Eintrag in der UNESCO-Liste des immateriellen Kulturerbes der Menschheit, wie auch seit 2013 die Musik von Terchová.

## Verkehr
Durch Terchová passiert die Straße 2. Ordnung 583 (kurz II/583), die ihren Anfang in Žilina hat und über den Sattel Rovná hora (751 m n.m.) weiter Richtung Párnica und Dolný Kubín verläuft. Lokale Straßen sorgen für Anbindung der verstreuten Weiler und des Vrátna-Tales.
Der nächste Bahnhof mit internationalen Verbindungen ist Bahnhof Žilina in 25 Kilometer Entfernung. Lokalzüge halten auch im 16 Kilometer entfernten Bahnhof Varín an der Bahnstrecke Žilina–Košice an. Es gibt mehrere tägliche Busverbindungen von/nach Žilina und anderen umliegenden Orten.

## Persönlichkeiten

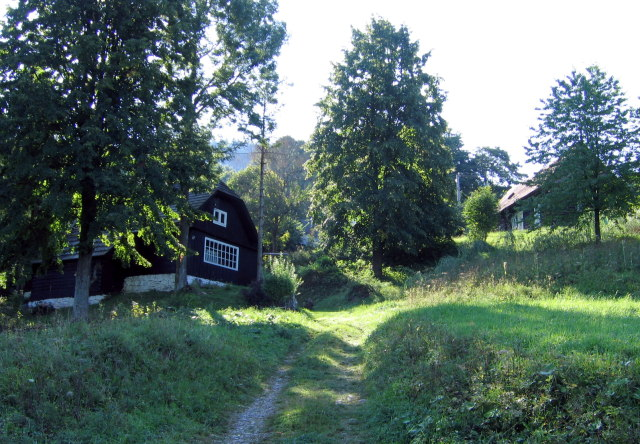
Vermutlicher Geburtsort von Juraj Jánošík

- Juraj Jánošík (1688–1713), slowakischer Nationalheld und Räuber
- Adam František Kollár (1718–1783), Schriftsteller und Hofbibliothekar
- Koloman Kolomi Geraldini (1908–1994), Dichter, Literaturkritiker und Übersetzer
- Róbert Boženík (* 1999), Fußballspieler